# Romagnat
Romagnat este o comună din Franța, situată în departamentul Puy-de-Dôme, în regiunea Auvergne. Face parte din aglomerația orașului Clermont-Ferrand.